# France Bučar
France Bučar (ur. 2 lutego 1923 w Bohinjskiej Bistricy, zm. 20 października 2015 w Lublanie) – słoweński polityk, prawnik, nauczyciel akademicki i publicysta, w latach 1990–1992 przewodniczący pierwszego demokratycznie wybranego parlamentu Słowenii.

## Życiorys
W okresie II wojny światowej walczył w partyzantce. Więziony przez Włochów, następnie przez Niemców. Po powrocie do kraju w 1947 dokończył studia prawnicze na Uniwersytecie Lublańskim, doktoryzował się w 1956. Pracował w administracji rządowej Socjalistycznej Republiki Słowenii, a następnie jako nauczyciel akademicki na macierzystej uczelni.
Otwarcie głosił tezy krytykujące elementy ustroju komunistycznego. Pod koniec lat 70. decyzją władz partii komunistycznej został usunięty z uczelni. Współpracował później z magazynem literackim „Nova revija”. W 1988 Otto von Habsburg zaprosił go do Strasburga, gdzie France Bučar na forum Rady Europy przedstawił sytuację polityczną i gospodarczą w Jugosławii.
W 1989 współtworzył Słoweński Związek Demokratyczny i następnie niepodległościową koalicję DEMOS. W 1990, w pierwszych wielopartyjnych wyborach, uzyskał mandat posła do Zgromadzenia Państwowego. Następnie wybrany na przewodniczącego tej izby, którą kierował do 1992. Brał aktywny udział w przygotowaniu Konstytucji Republiki Słowenii. 25 czerwca 1991 jako przewodniczący parlamentu ogłosił publicznie słoweńską deklarację niepodległości.
W 1992 z powodzeniem ubiegał się o reelekcję z ramienia Partii Demokratycznej, mandat deputowanego wykonywał do 1996. W 1994 kandydował na burmistrza Lublany, w drugiej turze przegrywając z Dimitrijem Rupelem. W 2002 jako niezależny wystartował w wyborach prezydenckich, otrzymując w pierwszej turze głosowania 3,2% głosów.
Był autorem publikacji książkowych poświęconych historii i państwowości Słowenii. Do 2012 kierował słoweńskim oddziałem Międzynarodowej Unii Paneuropejskiej.

## Odznaczenia i wyróżnienia
- Złoty Order Wolności Republiki Słowenii (1992)[4]
- Order za Wybitne Zasługi (2008)[4]
- Tytuł honorowego obywatela Lublany (2009)[5]